# Blecktornsområdet

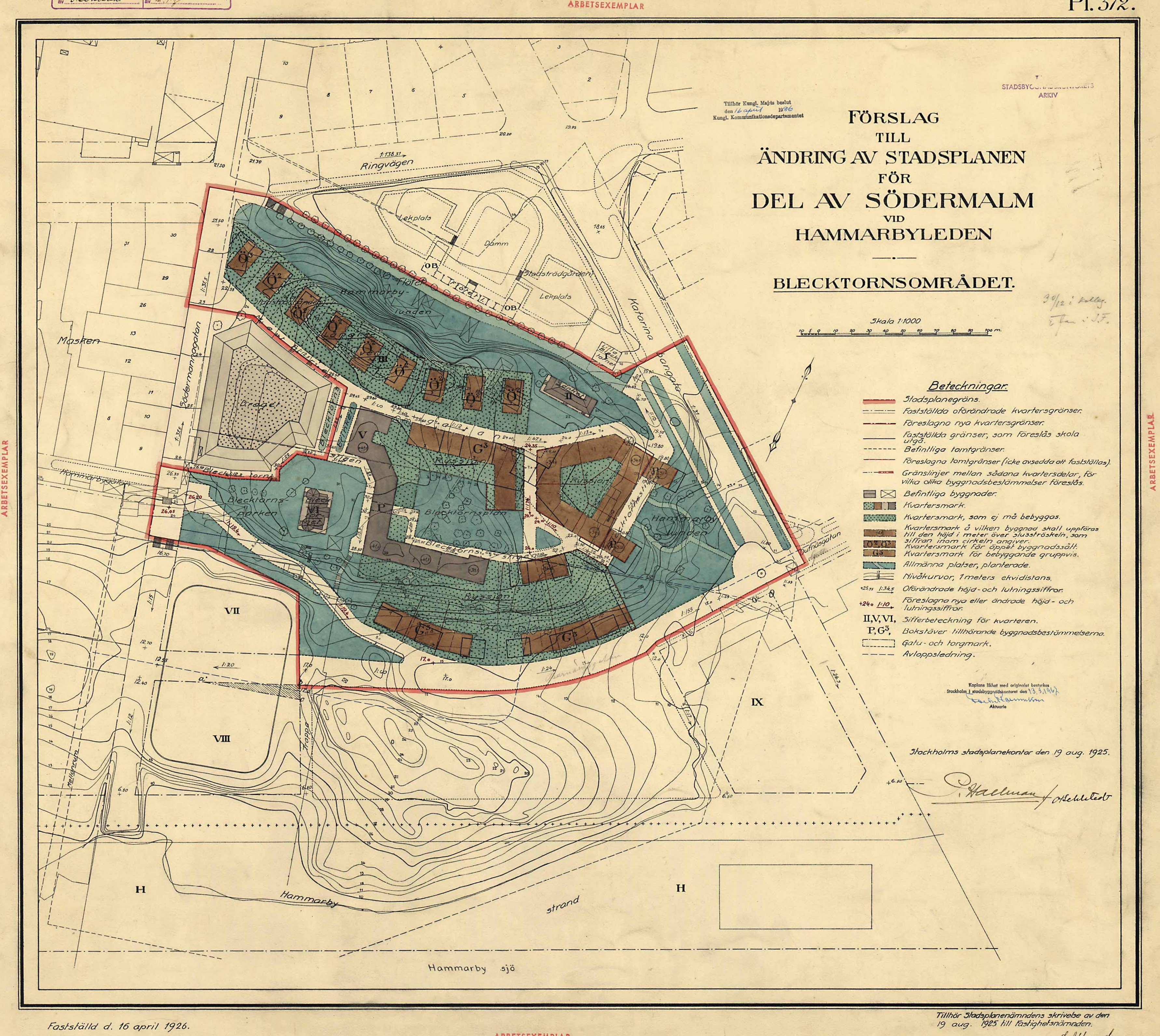
Hallmans reviderade stadsplan från 1926.

Blecktornsområdet är ett bostadsområde och basområde på sydöstra Södermalm i Stockholm. Området stadsplanerades 1920 av Per Olof Hallman och utgörs huvudsakligen av två större bostadskvarter Ryssjan och Draget. Namnet "Blecktorn" härrör från den närbelägna malmgården Stora Blecktornet, som enligt Björn Hasselblad i sin tur hänger samman med en byggnad, "blektornet" (för blekning av textiler) som hörde till den tidigare klädesfabriken, Barnängens manufaktur, i Barnängen.

## Historik

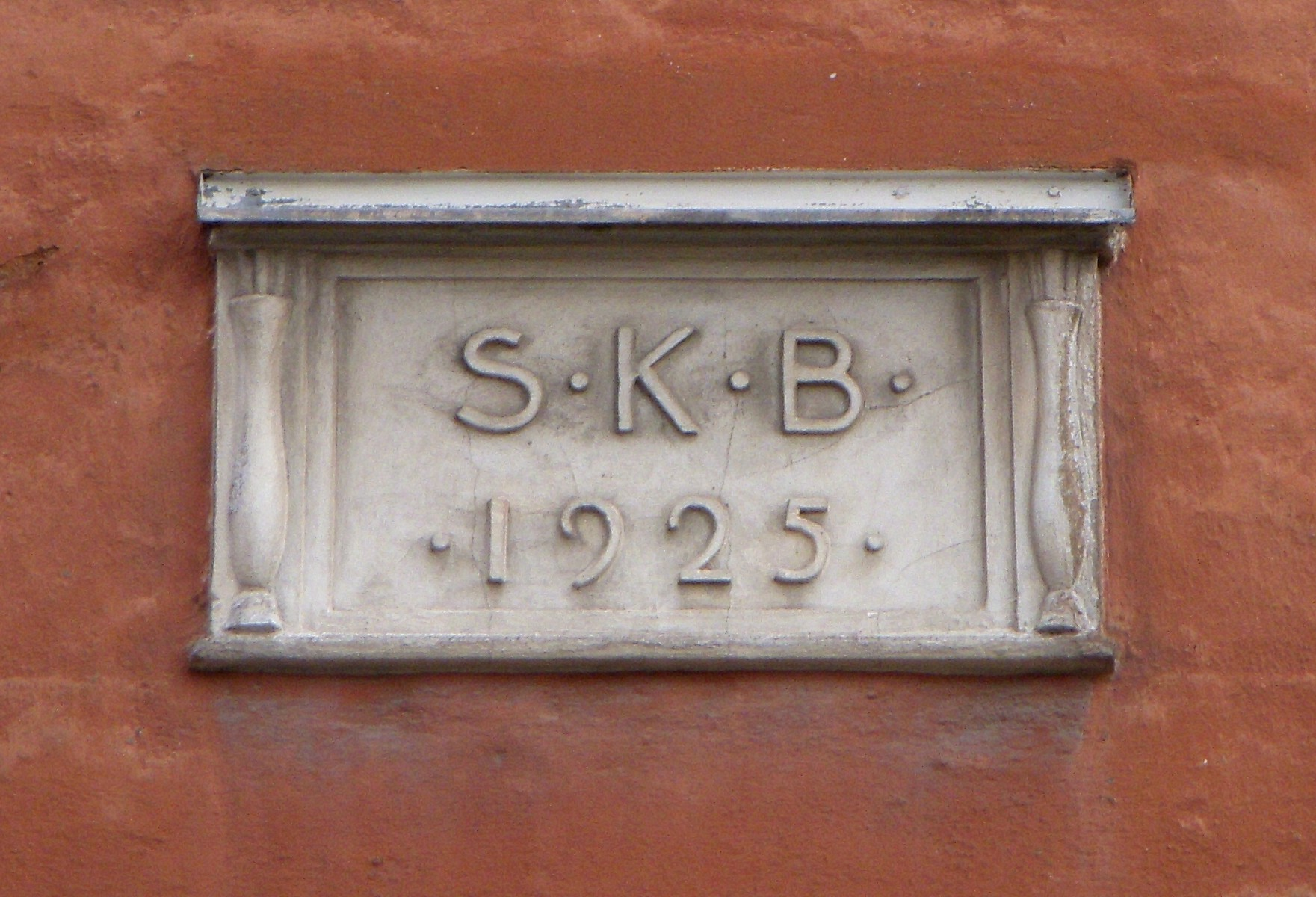
SKB 1925.

Blecktornsområdet är resultatet av ett kommunalt initiativ att skapa goda bostadsområden med förhållandevis låg exploatering och fick en för Per Olof Hallman typisk stadsplan med slingrande vägar. Han skapade vackra gatuperspektiv och gårdsbildningar med en bebyggelse som anpassades till den kuperade terrängen. Området ligger inbäddat i Lilla Blecktornsparken och Stora Blecktornsparken. Hushöjden begränsades till högst tre våningar och en enhetlig arkitektur förskrevs i planbestämmelserna. Hallmans stadsplan vann laga kraft den 18 juni 1920 och reviderades på några punkter i april 1926.
I samband med den nya stadsplanen för Blecktornsområdet på 1920-talet fick kvarteren och gatorna namn med anknytning till fiske. Området bebyggdes i två etapper med Stockholms Kooperativa Bostadsförening som byggherre. Husen i kvarteret Draget uppfördes 1922-1923 med Sven Erik Lundqvist som arkitekt och kvarteret Ryssjan bebyggdes 1926-1929 efter ritningar av Edvin Engström med Sven Erik Lundqvist som arkitekter.
Kvarteret Ryssjans gatuadresser är Metargatan 16–36, Blecktornsstigen 18–26 och Notvarpsgränd 1–3. Kvarteret är ett storgårdskvarter intill Stora Blecktornsparken. Husen är mellan tre och fem våningar höga utan hiss. Lägenheterna saknar balkong. Fastigheten har ett fåtal garageplatser. Kvarteret har totalt 208 lägenheter.
Kvarteret Draget rymmer en stor grönskande innergård. Ryssjans bebyggelse sluter sig som en skyddande mur kring en parkliknande gård, som kan nås via två stora portiker. Fasaderna gestaltades i en lätt nationalromantisk stil, som var mode vid denna tid. Husen är uppförda i sten och putsade med grovputs samt avfärgade i kraftiga varmröda och varmgula kulörer, en del fasader framhävs genom vita pilastrar, horisontella band eller vita inramade gavelspetsar. Taken är täckta med taktegel på sadeltak och en del portomfattningar är huggna i rött sandsten.
Hela området är blåklassat av Stockholms stadsmuseum vilket innebär att bebyggelsens kulturhistoriska värde av stadsmuseet anses motsvara fordringarna för byggnadsminnen i Kulturmiljölagen.

## Bilder

Gatuvyer
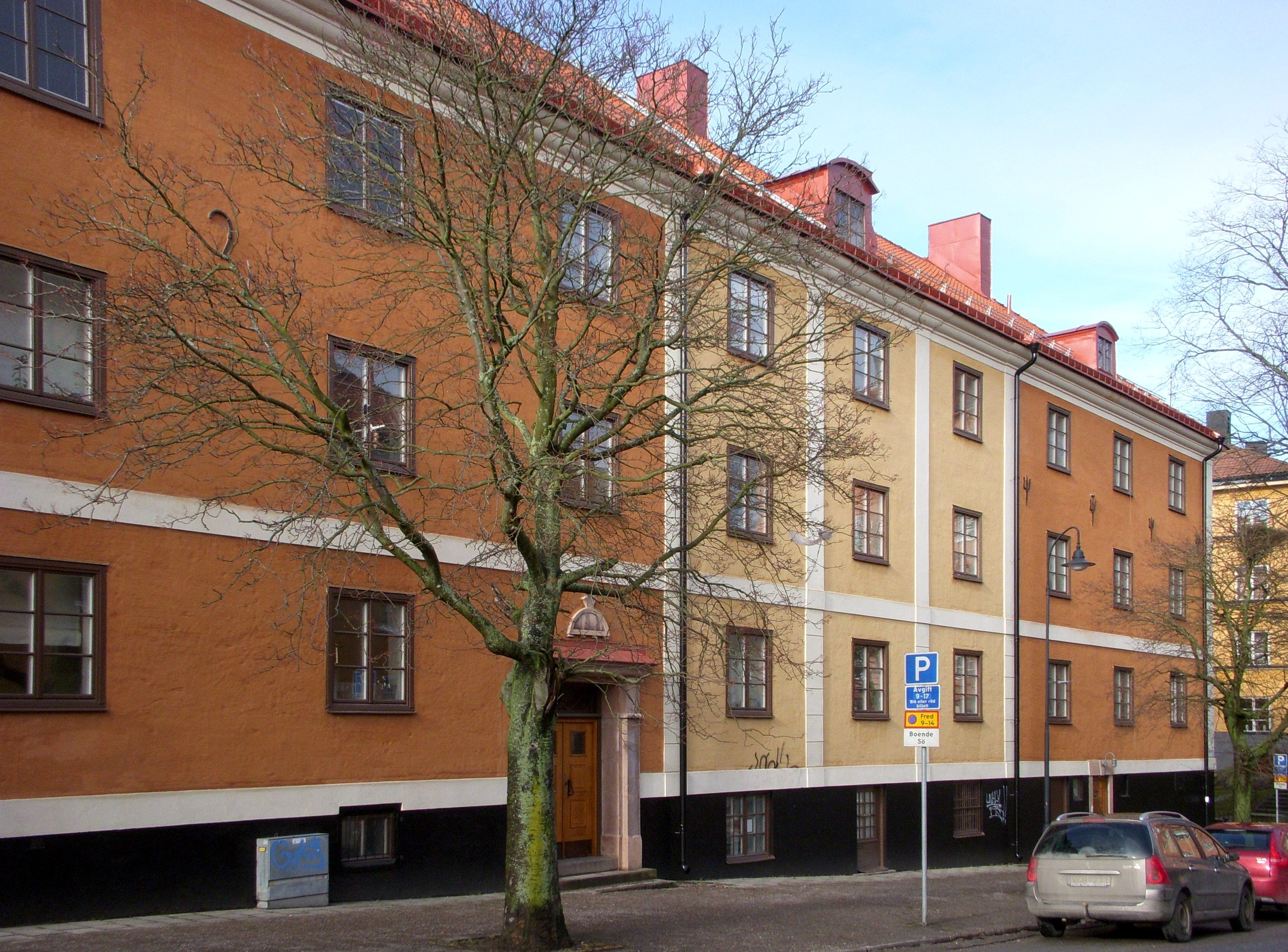
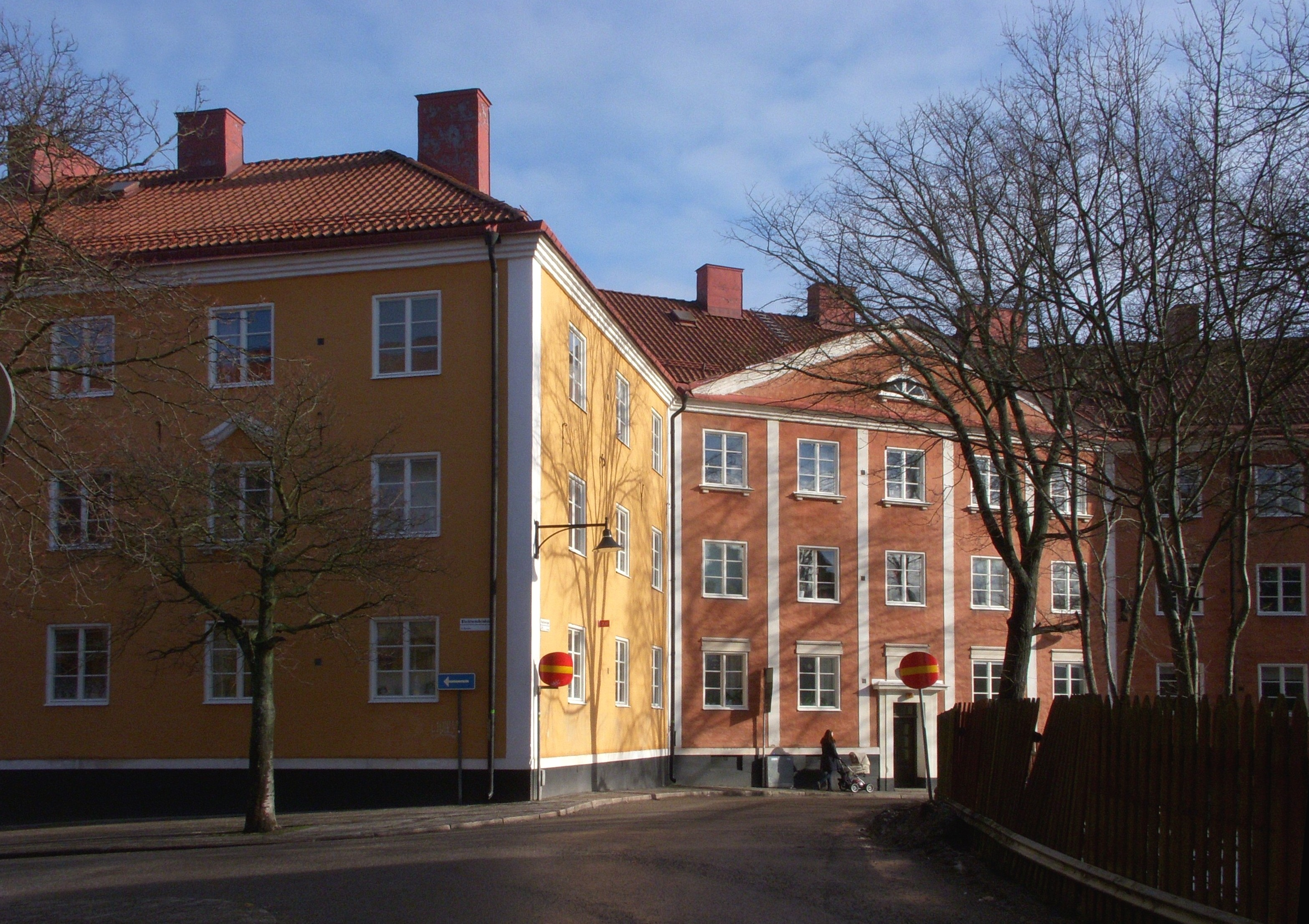
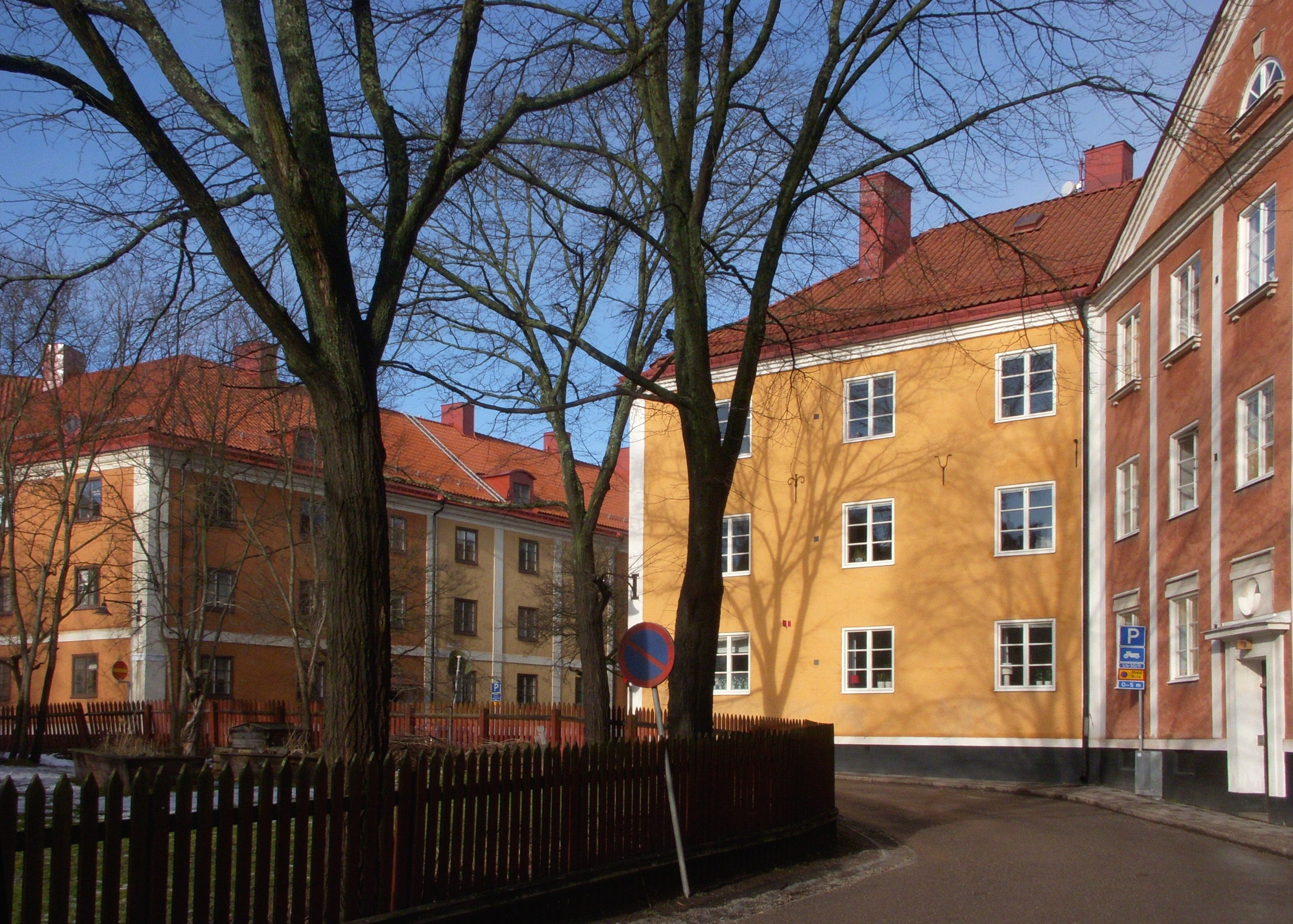
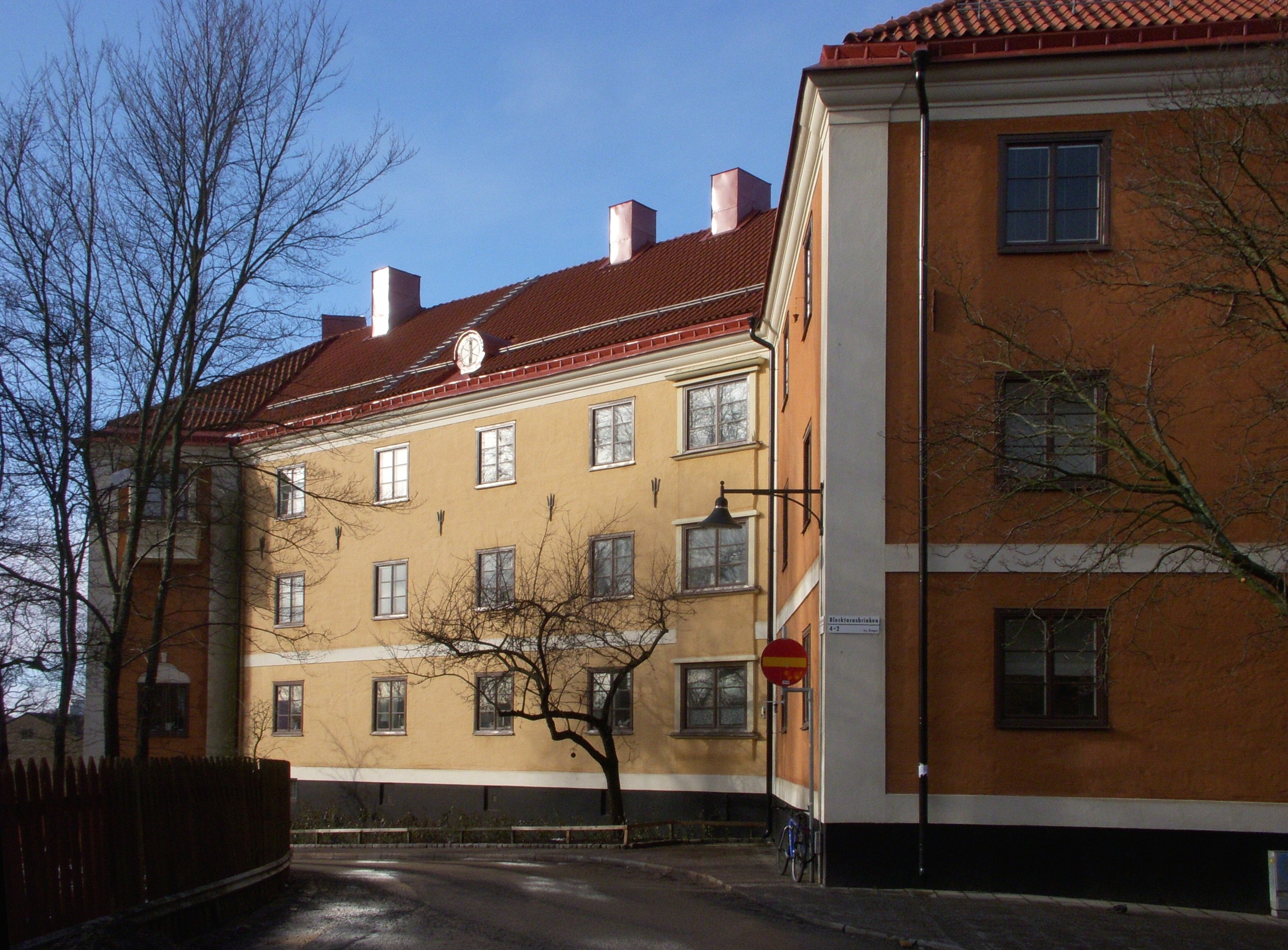

### Detaljer

Fasaddetaljer
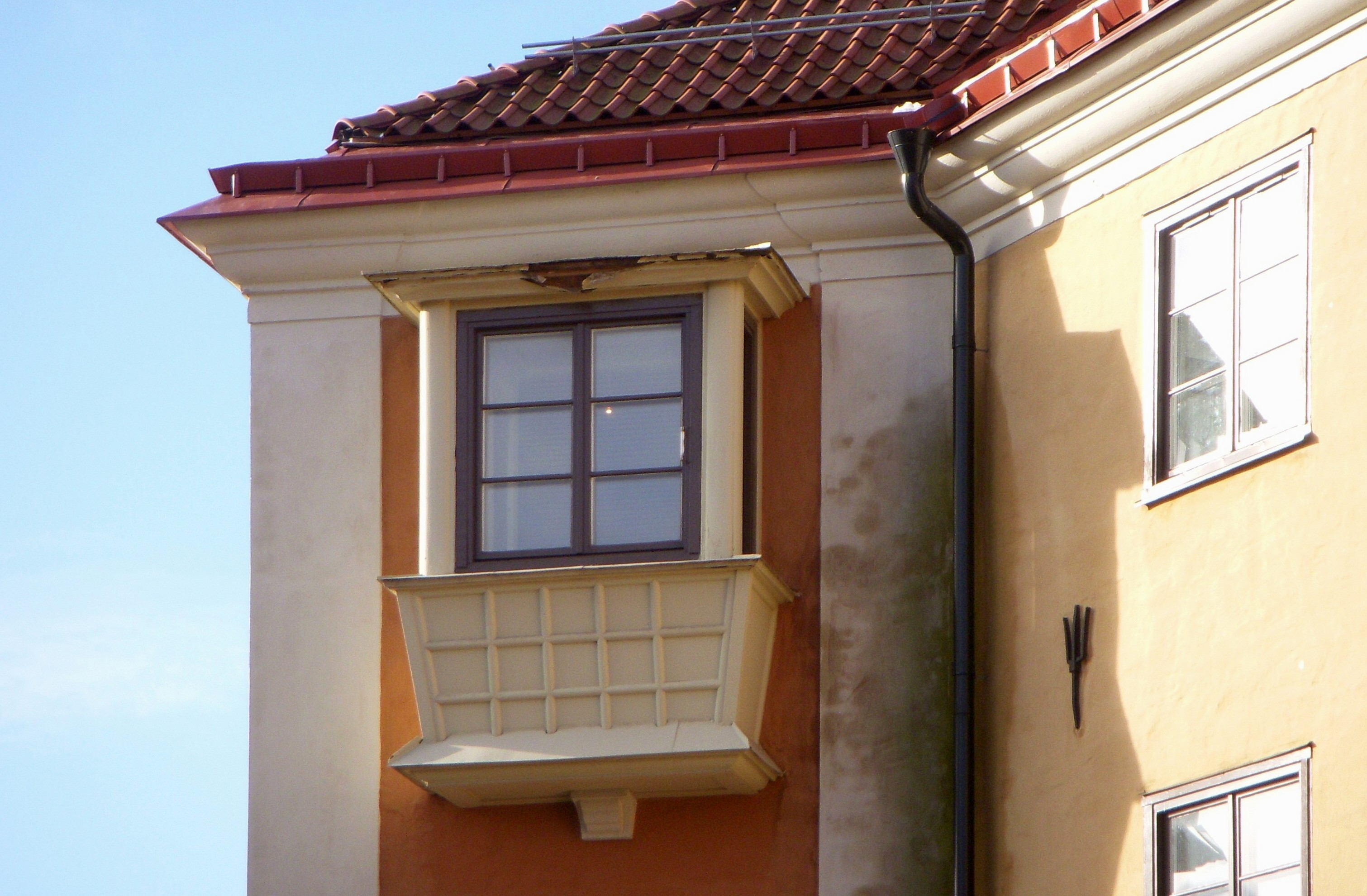
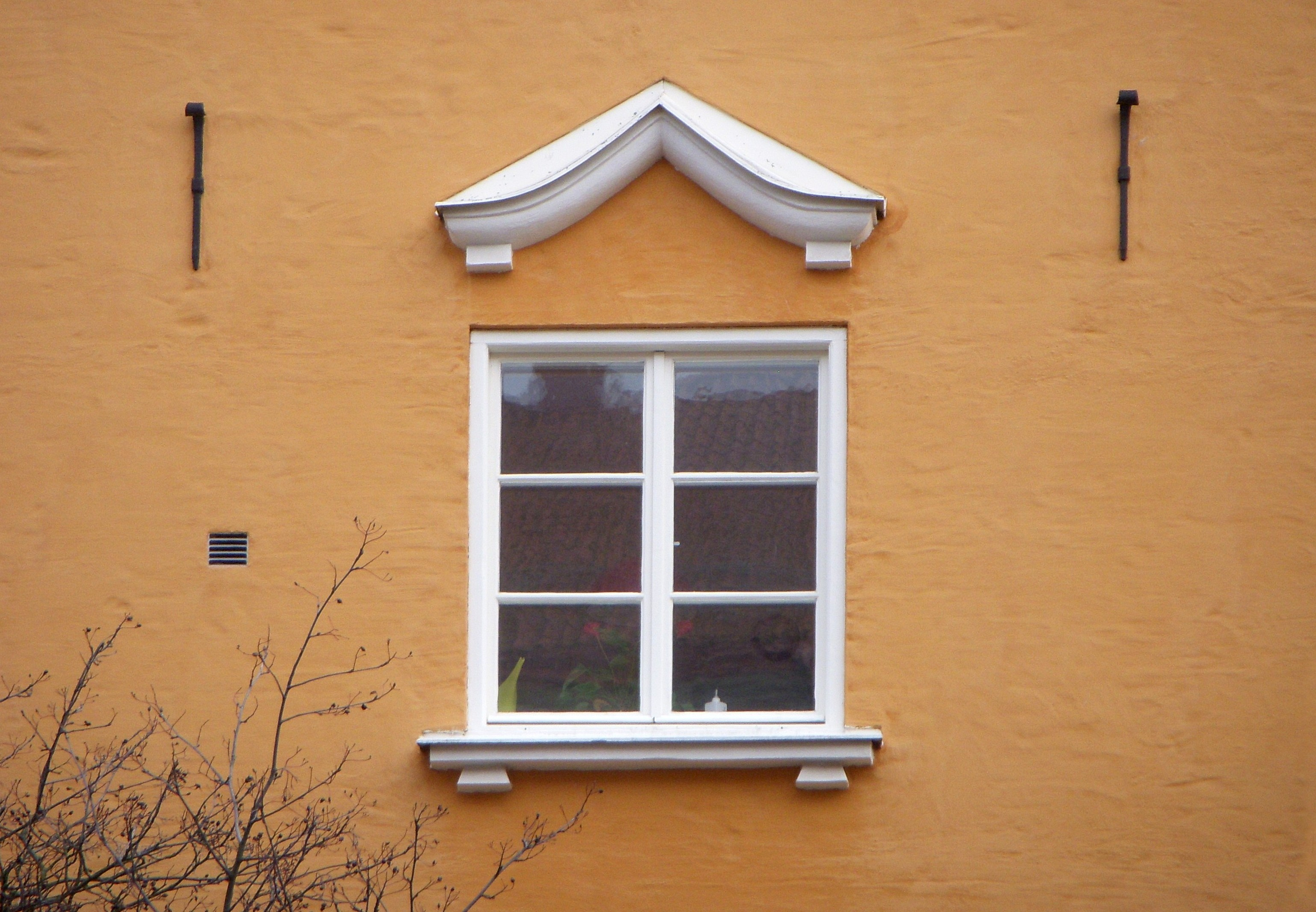
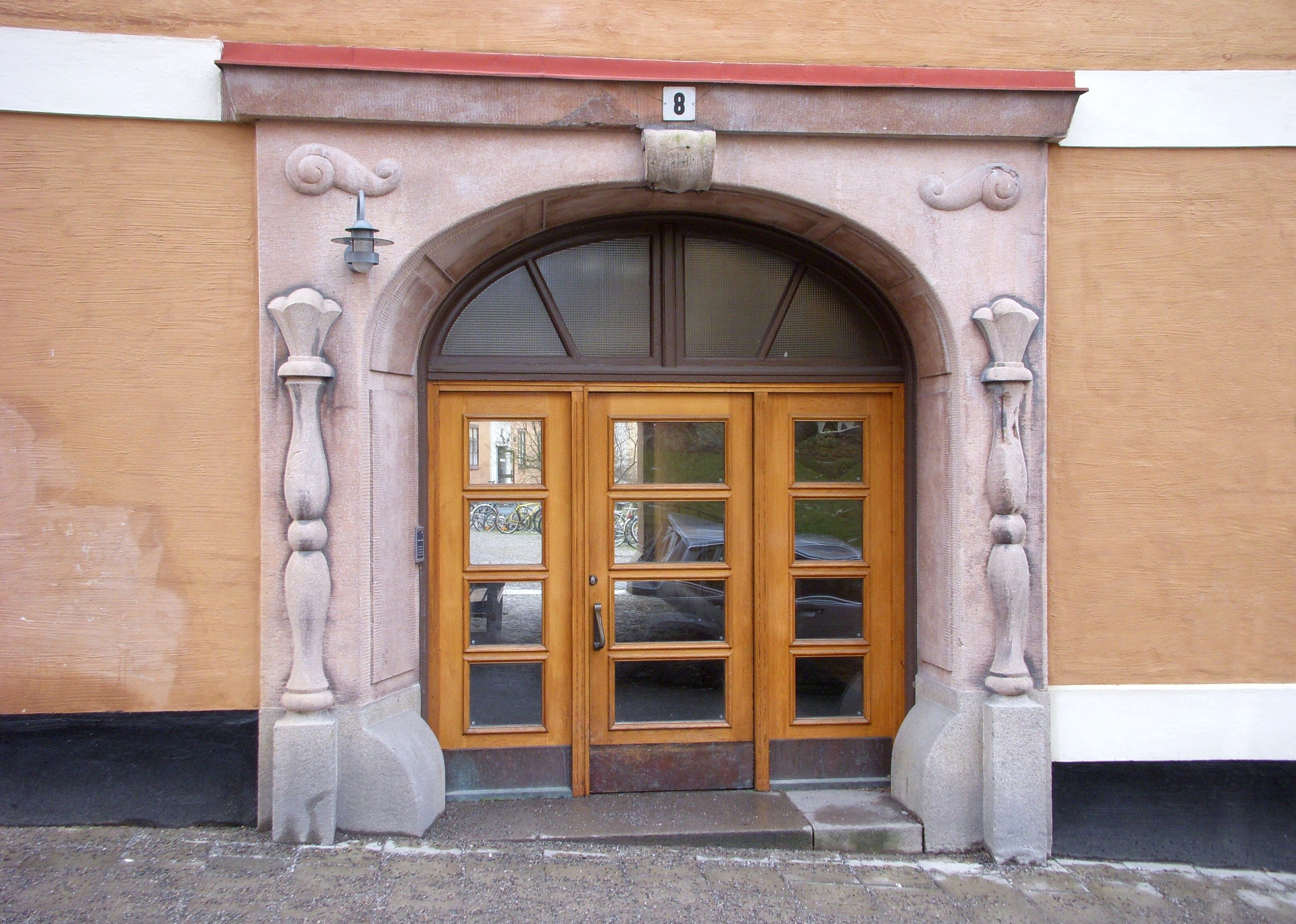
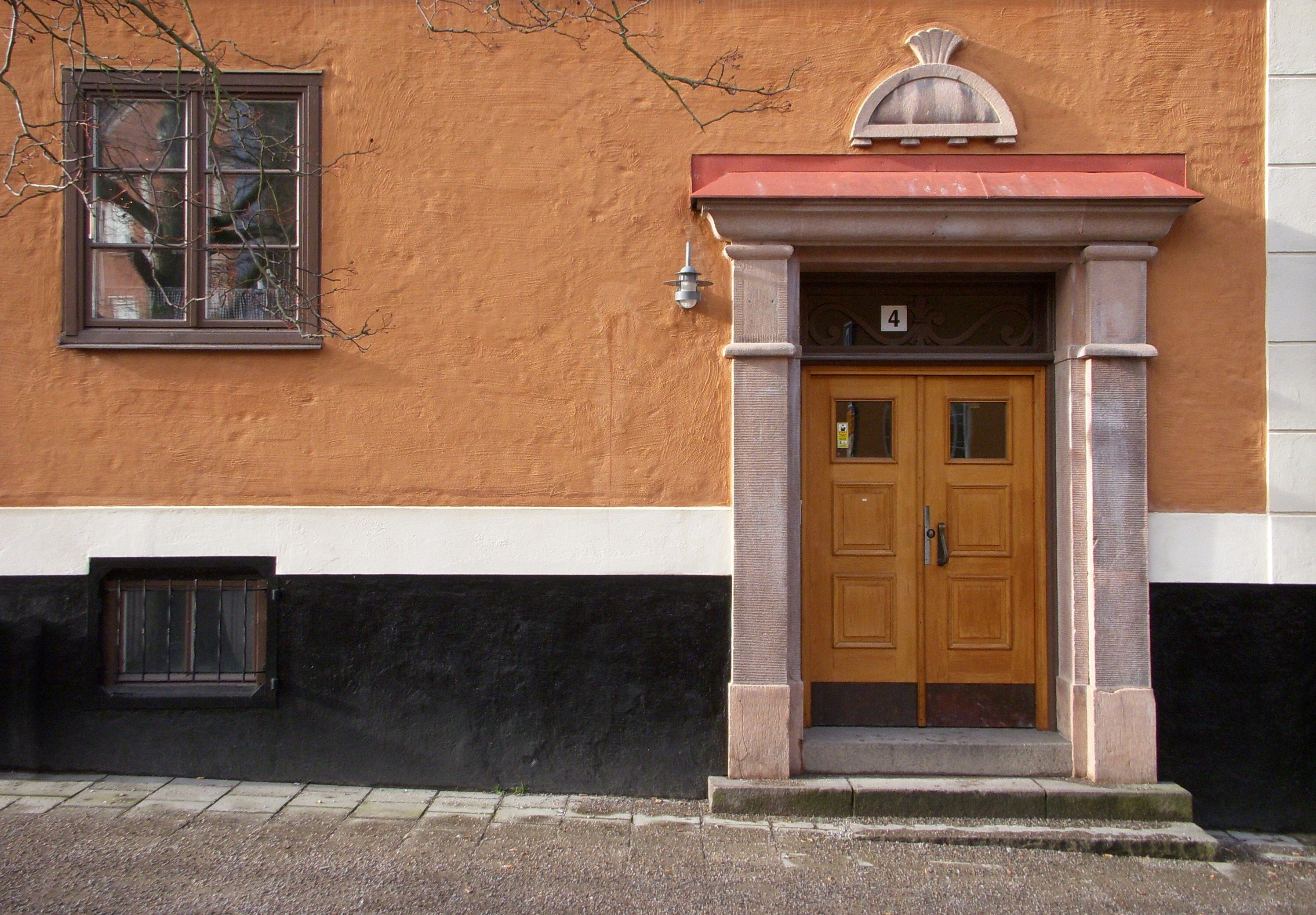